# Stadsstaten Krakow

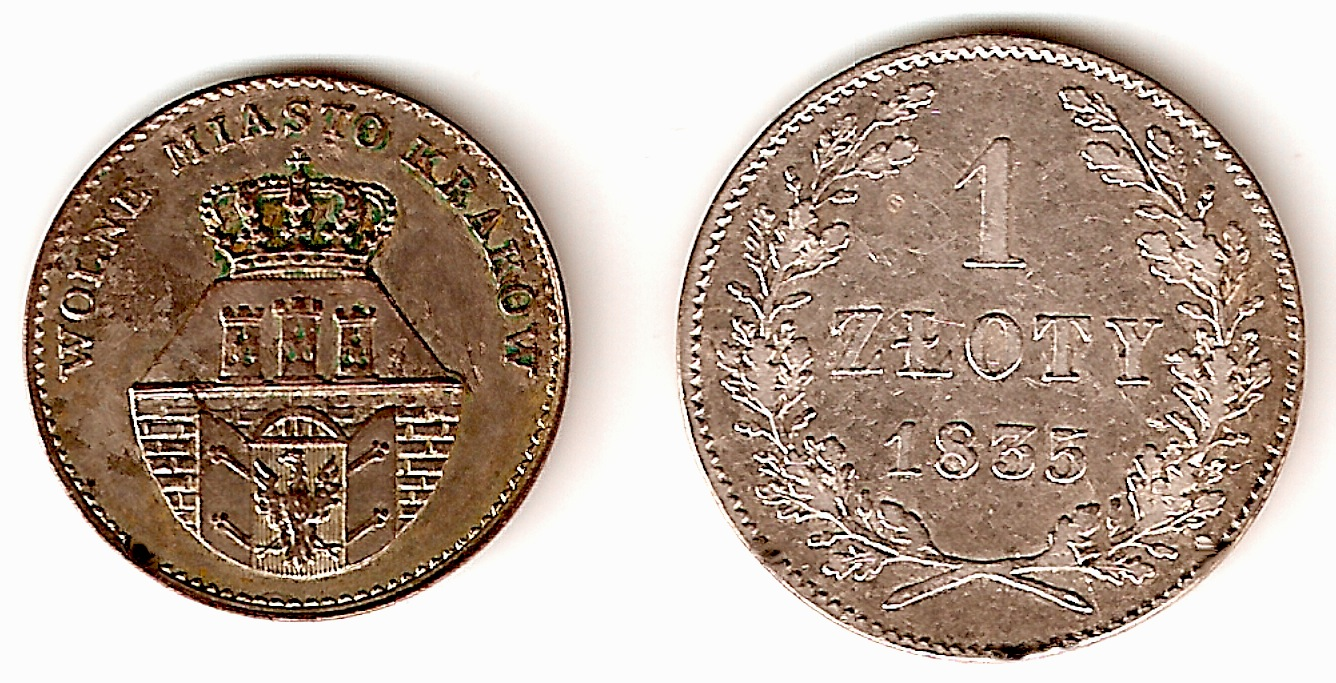
Stadsstaten Krakows valuta: Groszy-mynt med värdet 5 som visar stadsvapnet och ett złoty-mynt med värdet 1 från 1835

Fria, självständiga och strikt neutrala staden Kraków med dess territorium (polska: Wolne, Niepodległe i Ściśle Neutralne Miasto Kraków z Okręgiem), oftast kallat antingen Stadsstaten Krakow eller Republiken Krakow (polska: Rzeczpospolita Krakowska), tyska: Republik Krakau), var en stadsstat som skapades genom Wienkongressen 1815 och som kontrollerades av dess tre grannar Ryssland, Preussen och Österrike, fram till 1846, när den i efterföljderna av det misslyckade upproret i Krakow annekterades av Österrike. Stadsstaten var en återstod av hertigdömet Warszawa som delades mellan de tre staterna 1815.

## Historia

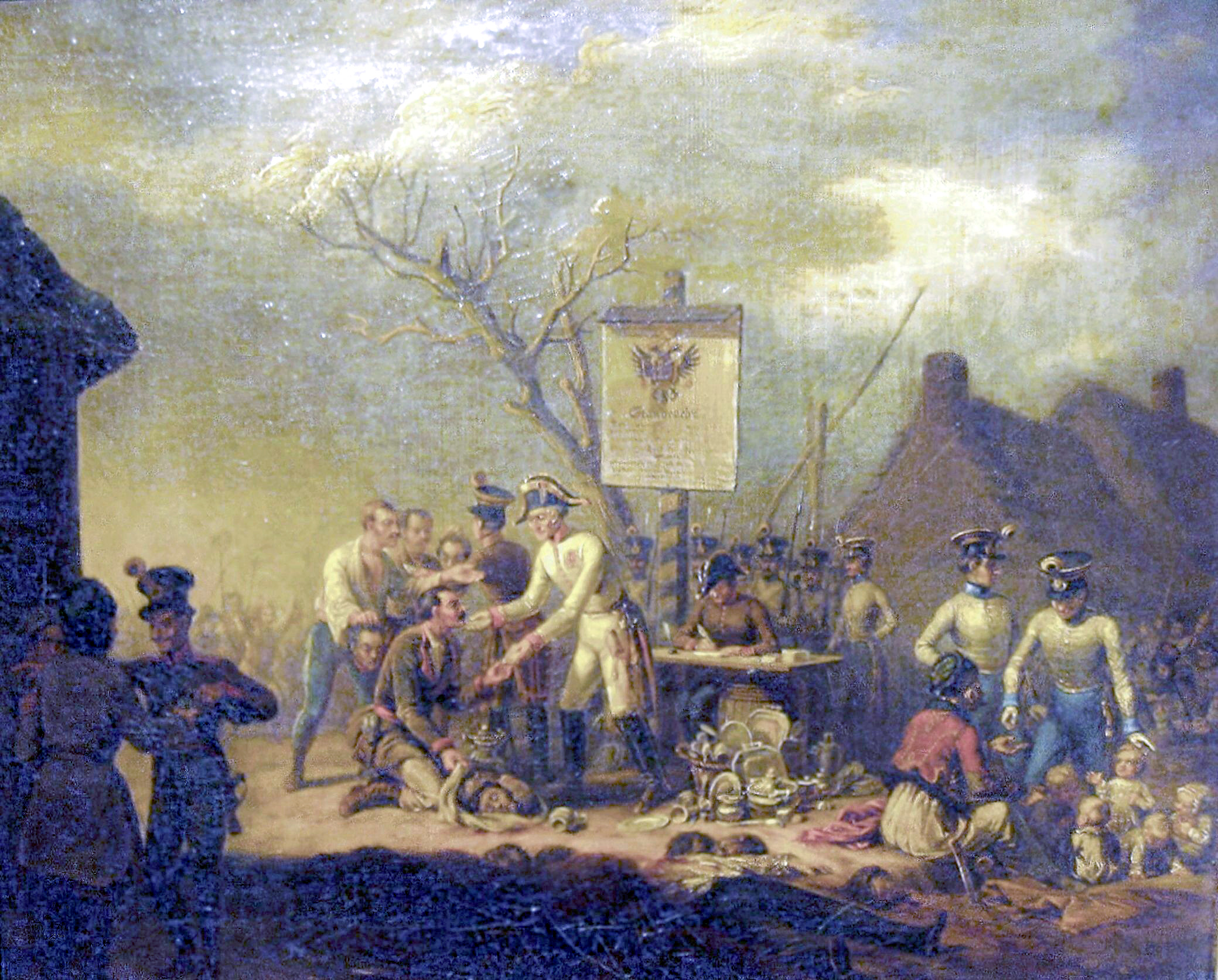
Galiciska slakten (polska "Rzeź galicyjska") av Jan Lewicki (1795-1871)

Stadsstaten skapades formellt den 3 maj 1815. Småstaten fick en initial konstitution 1815, som reviderades och expanderade 1818, och som grundlade en signifikant autonomi för staden. Jagellonska universitetet kunde acceptera studenter från de delade territorierna i Polen. Stadsstaten  blev så ett center för polsk politisk aktivitet i Polens delade territorier. 
Under novemberupproret mellan 1830 och 1831 var Krakow en bas för smugglingen av vapen in i det ryskkontrollerade Polen. Efter upprorets slut begränsades statens autonomi. Polisen styrdes av Österrike, val av president var tvunget att godkännas av alla tre makter. Krakow ockuperades till slut av den österrikiska armén mellan 1836 och 1841. Efter det misslyckade upproret i Krakow 1846 annekterades staten av Österrike den 16 november 1846 som Storhertigdömet Krakow.

## Geografi och invånare

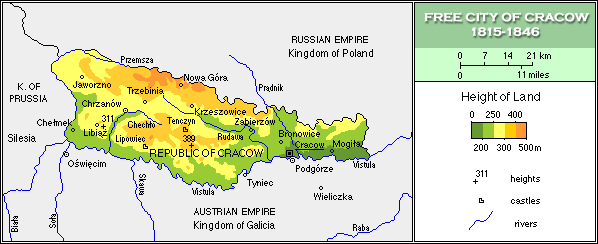
Stadsstaten Krakow 1815-1846

Krakow skapades från den sydvästra delen av hertigdömet Warszawa och utgjordes av en del av det före detta Krakow-departementet på floden Vistulas västra bank. Stadsstatens territorium var 1 164–1 234 km2, beroende på källa. 
Den gränsade till Ryssland, Preussen och Österrike. Staten bestod av staden Kraków och dess omliggande områden, med 224 byar och tre städer (Chrzanów, Trzebinia och Nowa Góra).
År 1815 var befolkningen 95 000. 1843 var den 146 000. 85 % av invånarna var katoliker, 14 % var judar och 1 % andra. En känd szlachta-familj var magnatfamiljen Potocki med sin herrgård i Krzeszowice.

## Politik

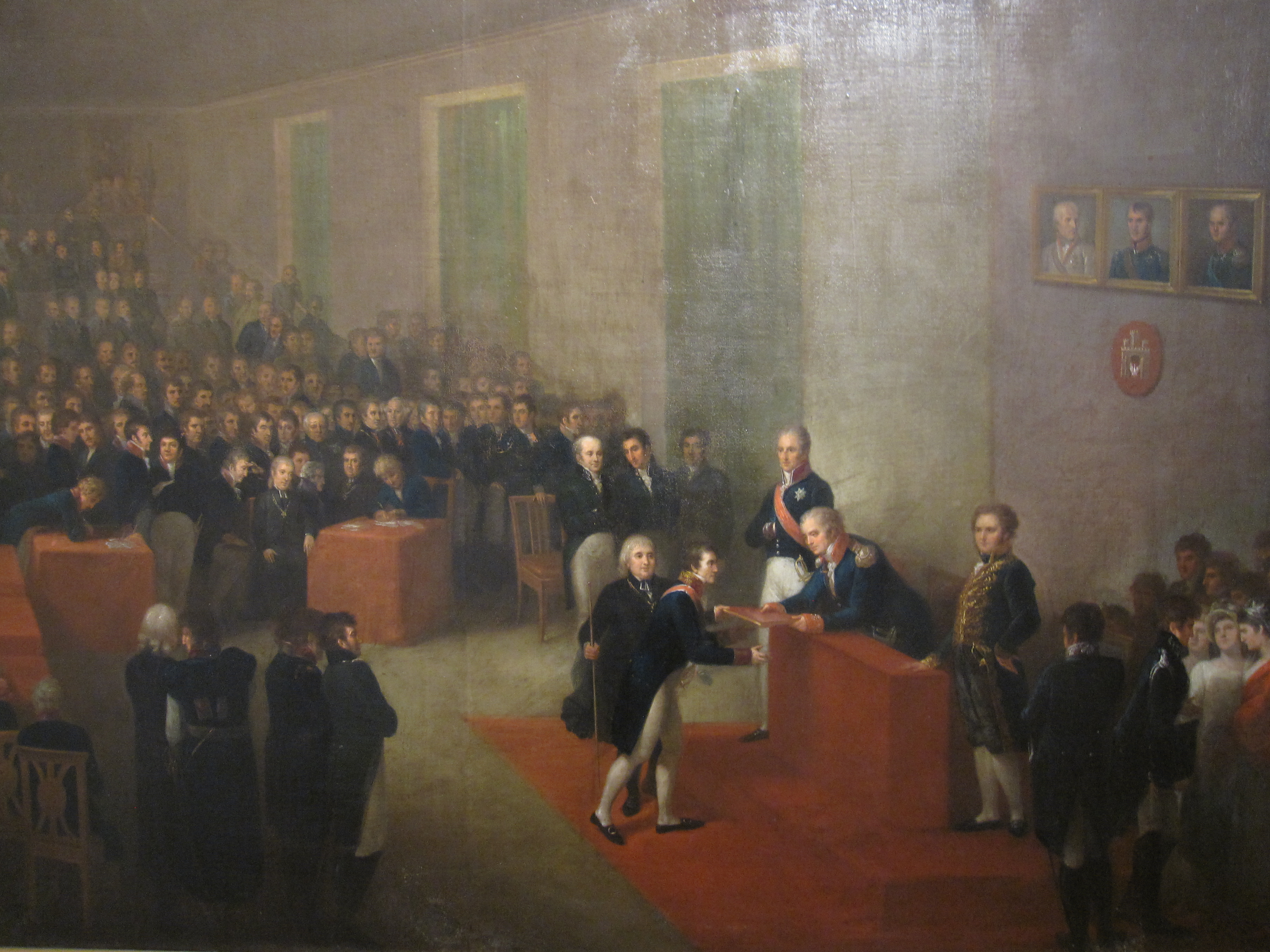
Målning över beviljandet av statens konstitution (1700-talets hälft)

Småstaten fick en initial konstitution 1815 som huvudsakligen hade tänkts ut av fursten Adam Jerzy Czartoryski. Konstitutionen reviderades och expanderades 1818, vilket etablerade en signifikant autonomi för staden. Lagkraften förvärvades av representanthuset (Izba Reprezentantów), och den exekutiva makten gavs åt en styrande senat.
1833, i novemberupprorets följder och den omkullkastade planen av några polska aktivister att starta ett uppror i Krakow fastställde de delade makterna en ny, restriktivare konstitution. Antalet senatorer och fullmäktige sänktes och deras kompetenser begränsades, medan kommissarierna av de delade makterna fick utökade kompetenser. Tryckfriheten skars också ner. 1835 presenterade ett hemligt avtal mellan de delade makterna en plan i vilken, utifall att nya oroligheter skulle uppstå, Österrike gavs rätten att ockupera och annektera staden. Det skulle inträffa efter upproret i Kraków 1846. 
Lagen baserades på Code Napoléone och fransk kommersiell och kriminell lag. Det officiella språket var polska. 1836 upplöstes den lokala polisstyrkan och ersattes av österrikisk polis. 1837 skar de delade makterna ner kompetenserna hos de lokala rätterna som vägrade lyda deras order.

## Ekonomi
Stadsstaten var ett skattefritt område som tillät handel med Ryssland, Preussen och Österrike. Det fanns inga tullavgifter, väldigt låga skatter, och olika ekonomiska privilegier beviljades av de runtliggande makterna. Som sådan, blev det en av Europas centrum för ekonomisk liberalism och stödjare av laissez-faire, vilket attraherade nya entreprenörer och invandrare, som resulterade i en imponerande tillväxt av staden.
Vävare från Preussiska Schlesien hade ofta använt stadsstaten som en kontrabandmarknad för att undvika tariffspärrar längs Österrike och Kongresspolens gränser. Österrikes annektering av stadsstaten ledde slutligen till en signifikant förlust i preussiska textilexporter.